# Ochthebius opacus
Ochthebius opacus är en skalbaggsart som beskrevs av Baudi 1882. Ochthebius opacus ingår i släktet Ochthebius och familjen vattenbrynsbaggar. Inga underarter finns listade i Catalogue of Life.